# スペースX Crew-3
スペースX Crew-3はクルードラゴン宇宙機での4回目の任務飛行であり、NASAの商業乗員飛行全体での3回目の有人飛行である。このミッションは2021年11月11日02:03:31 UTCに国際宇宙ステーションに向けて成功裡に打ち上げられた。この飛行がクルードラゴン・エンデュランスにとっては初飛行となった。
今回のの打ち上げで、宇宙に行った人間は、600人目がマウラー、601人目がバロンとなって600人を超えた。

## 名称
これまでのクルードラゴンのカプセルは、最初がレジリエンス、次がエンデバーと言うように、それぞれの最初の乗員によって名付けられてきた。2021年10月7日、三番目のカプセルはエンデュランス（Endurance、「忍耐力」「我慢強さ」）と呼ばれることが発表された。この名称は、新型コロナウイルス感染症の大流行を耐え抜き、宇宙機を組み立て、それを飛ばす予定の宇宙飛行士を訓練したスペースXとNASAのチームの栄誉を称えたものである。この名称は、シャクルトンの帝国南極横断探検隊の栄誉を称えたものでもある。3本マストの帆船は、南極到着前に氷に閉じ込められて1915年に沈没した。

## クルー
2020年9月にESAのドイツ人宇宙飛行士マティアス・マウラーが最初にこのミッションに選別された。NASAの宇宙飛行士であるラジャ・チャリとトーマス・マーシュバーンは2020年12月14日にクルーに追加された。4番目の座席はロシアの宇宙飛行士が座るものと予想して空席のままで、NASAとロスコスモスの間で、ソユーズと商業乗員輸送機の座席を交換するバーター取引協定の開始を示唆したが、2021年4月に当時のNASA長官スティーブ・ユルチクは、この協定はCrew-3の打ち上げまでに発効される可能性は低いと述べた。4番目の座席は、2021年5月にケイラ・バロンに割り当てられた。
チャリは1973年にスカイラブに向けて出発したスカイラブ4号以来のNASAの宇宙飛行ミッションを指揮する新人宇宙飛行士となった。それまで宇宙飛行をしたことのなかったジェラルド・カーがスカイラブでの84日間の飛行で3名のクルーを率いた。このフライトはマウラーとバロンにとっても初めての宇宙飛行である。
| 地位                        | 宇宙飛行士                                                             | 宇宙飛行士                                                             |
| --------------------------- | ---------------------------------------------------------------------- | ---------------------------------------------------------------------- |
| 宇宙船コマンダー            | ラジャ・チャリ, NASA 第66次 / 第67次長期滞在 1回目の宇宙飛行           | ラジャ・チャリ, NASA 第66次 / 第67次長期滞在 1回目の宇宙飛行           |
| パイロット                  | トーマス・マーシュバーン, NASA 第66次 / 第67次長期滞在 3回目の宇宙飛行 | トーマス・マーシュバーン, NASA 第66次 / 第67次長期滞在 3回目の宇宙飛行 |
| 第1ミッションスペシャリスト | ケイラ・バロン, NASA 第66次 / 第67次長期滞在 1回目の宇宙飛行           | ケイラ・バロン, NASA 第66次 / 第67次長期滞在 1回目の宇宙飛行           |
| 第2ミッションスペシャリスト | マティアス・マウラー, ESA 第66次 / 第67次長期滞在 1回目の宇宙飛行      | マティアス・マウラー, ESA 第66次 / 第67次長期滞在 1回目の宇宙飛行      |
| References:                 |                                                                        |                                                                        |

| 地位                        | 宇宙飛行士                          | 宇宙飛行士                          |
| --------------------------- | ----------------------------------- | ----------------------------------- |
| 宇宙船コマンダー            | チェル・N・リンドグレン, NASA       | チェル・N・リンドグレン, NASA       |
| パイロット                  | ロバート・ハインズ, NASA            | ロバート・ハインズ, NASA            |
| 第1ミッションスペシャリスト | ステファニー・ウィルソン, NASA      | ステファニー・ウィルソン, NASA      |
| 第2ミッションスペシャリスト | サマンタ・クリストフォレッティ, ESA | サマンタ・クリストフォレッティ, ESA |
| References:                 |                                     |                                     |

このNASA宇宙飛行士グループ22（ニックネーム「ザ・タートルズ」）で初めて宇宙に飛び立ったスペースX Crew-3のラジャ・チャリとケイラ・バロンは、宇宙飛行士グループへの敬意を表してゼロGインジケーターとして亀のぬぐるみを持参した。さらにドイツ人のマティアス・マウラーとNASA宇宙飛行士グループ19（ニックネーム「ザ・ピーコック」）のために、亀は "Pfau" （ドイツ語で「孔雀」の意）と名付けられた。

## ミッション
商業乗員輸送計画でスペースXが運用する3回目のミッションは、2021年11月11日に打ち上げられる予定だった。しかし、大西洋の悪天候のために2021年11月3日に延期され、さらに宇宙飛行士1名の軽微な健康上の問題のために2021年１１月7日に再延期された。悪天候の影響で、打ち上げは2021年11月9日にさらに延期された。
この打ち上げの遅れにより、NASAはCrew-3の打ち上げ前にCrew-2の宇宙飛行士を帰還させることを決定し、このため、宇宙ステーションのクルーがクルードラゴンで間接的に引き継がれる初めてのケースとなった。スペースX　Crew-2は2021年11月8日にステーションから離脱し、翌9日に着水した。スペースX Crew-3ミッションは、2021年11月11日02:03:31 UTCにケープカナベラルから打ち上げられた。
Crew-3の帰還は2022年4月から5月上旬へと数回にわたって遅延した。5月5日（05:20 UTC）にドッキングが解除され、176日間を宇宙空間ですごしたのちに着水した。
このミッションの欧州担当部分は "Cosmic Kiss" と呼ばれている。
|  |  |  |  |